# Julien Rahier
Julien Jaques Rahier (Liegi, 12 febbraio 1983) è un ex cestista belga.

## Palmarès
- Campionato belga: 1

Ostenda: 2001-02